# Шерман, Карлос
Карлос Шерман (бел. Карлас Шэрман, 25 октября 1934 — 4 марта 2005) — родившийся в Уругвае белорусский переводчик с испанского, писатель, борец за права человека и почетный вице-президент белорусского ПЕН-клуба (международной ассоциации писателей, целью которой является защита писательских прав, борьба за свободу слова и личности). Шерман перевел на испанский произведения нескольких белорусских писателей и поэтов (таких как Якуб Колас, Янка Купала, Рыгор Бородулин, Василь Быков), на белорусский и русский — произведения Лорки, Неруды и многих других, писал стихи на испанском.

## Биография
Шерман родился в Монтевидео, столице Уругвая. Его отец был еврейским иммигрантом из  Западной Белоруссии, а мать была индианкой. Он вырос в Аргентине, изучал филологию в Национальном институте имени М. Морена в Буэнос-Айресе с 1951 по 1956 годы и там же начал свою карьеру писателя. Он дружил с поэтом Пабло Неруда. Работал в издательстве «Лосада» (1954—1956), в 1955 году он стал главным редактором газеты «Mi Pueblo».
В 1956 под воздействием советской пропаганды его отец решил вернуться в Беларусь (тогда Белорусская ССР) всей семьёй. Там Карлос Шерман сначала работал токарем на спичечной фабрике, старшим продавцом книжного магазина в Пинске Брестской области (1956—1962), внештатным переводчиком, а затем в качестве переводчика и библиотекаря (с 1964 библиограф, с 1977 года заведующий редакционно-издательским сектором Фундаментальной библиотеки имени Якуба Коласа Национальной академии наук БССР). С 1980 посвятил себя литературной деятельности.
В конце 1980-х Шерман начал кампанию по учреждению Белорусского центра международной писательской правозащитной организации ПЕН, и после создания центра был его вице-президентом до 2001 года, когда был вынужден уйти в отставку из-за проблем со здоровьем.
Шерман умер в больнице Норвегии на 71 году жизни. Отпевание и прощание с ним состоялось 10 марта 2005 года в католическом соборе норвежского городка Кристиансанн, где семья жила последние годы. После этого тело было кремировано, и прах Карлоса Шермана перевезён в Беларусь.

## Творчество
В Аргентине Шерман публиковался с 1952 года, в русской периодике Беларуси — с 1964, на белорусском языке — с 1975. С испанского на русский перевел роман М. Сапата Оливельи «Чёрный загон» (журнал «Нёман», 1967), роман Г. Гарсиа Маркеса «Осень патриарха» (вместе с В. Тарасом, журнал «Нёман», 1977), на белорусский — произведения разных авторов, в том числе Николаса Гильена, Габриэля Гарсиа Маркеса, Феликса Пита Родригеса, Армандо Техада Гомеса, Габриелы Мистраль, составил антологию современной кубинской поэзии.
В его переводе с белорусского на испанский вышли книги стихов и прозы более 10 авторов, в том числе:
- избранные произведения Янки Купалы и Якуба Коласа «Папараць-кветка» (1982)
- произведения А. Кулешова «Мая Бесядзь» (1976)
- Р. Бородулина «Чорны вол маёй трывогі» (1985)
- роман И. Чигринова «Плач перепёлки» (1988)
- повести Василя Быкова «Дожить до рассвета» (1980), «Обелиск» (1984), «В тумане» (1989) и другие.

Произведения Карлоса Шермана:
- поэма «Дождь в Королищевичах» (перевод с испанского Р. Бородулина, 1984)
- сборник стихов «Сны» (перевод с испанского Р. Бородулина и В. Сёмухи, 1989)
- сборник литературно-критических эссе «Тайны почерка» (1995)
- поэма «Направления света» (на испанском и в переводах В. Рич на английский, Р. Бородулина на белорусский, И. Бурсова на русский, 2000)
- воспоминания[3]

Он был членом Союза белорусских писателей (с 1979) и членом Международной ассоциации литературных критиков.